# Souled Out (Jhené Aiko)
Souled Out è il primo album in studio della cantante statunitense Jhené Aiko, pubblicato nel settembre 2014.

## Tracce
1. Limbo Limbo Limbo – 4:19
2. W.A.Y.S. – 3:58
3. To Love & Die (feat. Cocaine 80s) – 3:23
4. Spotless Mind – 4:28
5. It's Cool – 3:55
6. Lyin King – 3:33
7. Wading – 4:35
8. The Pressure – 3:57
9. Brave – 3:52
10. Eternal Sunshine – 3:30
11. Promises (feat. Miyagi & Namiko) – 4:58
12. Pretty Bird (Freestyle) (feat. Common) – 4:49

## Classifiche
| Classifica (2014) | Posizione massima |
| ----------------- | ----------------- |
| Regno Unito       | 19                |
| Stati Uniti       | 3                 |